# 850
850 هي سنة بسيطة تبدأ يوم الأربعاء.

## أحداث

### حسب المكان

#### أوروبا
1 فبراير

#### اليابان
6 مايو

### حسب الموضوع

#### الطعام
اكتشاف القهوة في أثيوبيا

#### الدين
22 أبريل
18 يونيو

## مواليد
- عمر بن حفصون
- محمد بن جابر بن سنان البتاني

## وفيات
- الأغلب بن عبد الله الأغلبي أمير صقلية.
- جعفر بن حرب